# كريس هاريسون
كريس هاريسون (بالإنجليزية: Chris Harrison) (17 أكتوبر 1956 في المملكة المتحدة - ) هو لاعب كرة قدم بريطاني في مركز الدفاع. لعب مع سوانزي سيتي ونادي بليموث أرجايل وSaltash United F.C. ‏.